# Divaldo Franco

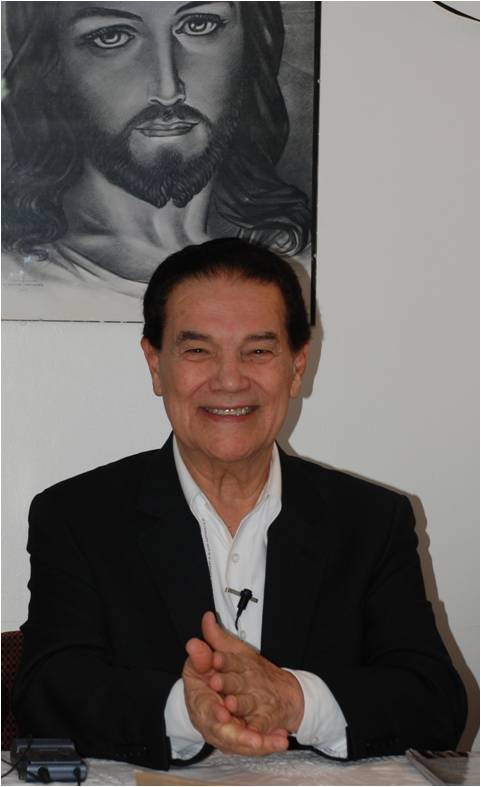
Divaldo Franco

Divaldo Pereira Franco (ur. 5 maja 1927 w Feira de Santana, zm. 13 maja 2025 w Salvador) – spirytysta, mówca, pedagog i medium.

## Praca na rzecz spirytyzmu
Po śmierci brazylijskiego medium Chico Xaviera, Divaldo stał się jednym z najpopularniejszych przedstawicieli współczesnego spirytyzmu. Ze swoimi wykładami przedstawiającymi wyniki badań dotyczących życia po śmierci, konsekwencji moralnych i filozoficznych, które te za sobą niosą, odwiedził ponad 60 krajów, w tym Polskę. Napisał pismem automatycznym ponad 200 książek. W mieście Salvador, wraz ze swoim kuzynem, otworzył ośrodek charytatywny „Dom drogi", który pomaga ubogim dzieciom i rodzinom. Codziennie jest on odwiedzany przez ponad 3000 potrzebujących osób, które mogą tu skorzystać z opieki lekarskiej, darmowych posiłków, szkół, przedszkoli i żłobków.

## Joanna de Ângelis
Joanna de Ângelis jest duchowym mentorem i opiekunem Divaldo Franco. Od wczesnej młodości wspiera go w mediumicznej i charytatywnej pracy. Książki, których jest autorem, można podzielić na dwie serie: psychologiczną, gdzie odnosi się do uznanych koncepcji psychologicznych, komentując ze spirytystycznej strony, oraz pomocy duchowej, gdzie wyjaśnia, jak lepiej żyć, oraz jak w praktyce stosować zasady miłosierdzia i miłości. Zgodnie z informacjami przekazanymi z zaświatów, w ostatnich jej życiach wcielała się w siostry zakonne. Ze względu na swoją religijność i poetycką przeszłość, charakterystyczne w jej stylu są odwołania do Ewangelii i nauk Jezusa.

## Wybrane publikacje
- Recipes for Peace (Recepty pokoju)
- After the Storm (Po burzy)
- Obsession (Opętanie)
- Child of God (Dziecię Boże)
- Momentos de Coragem (Chwile odwagi)
- Żyć Szczęśliwie (tłumaczenie: Anna Bartsch, Warszawa 2011, Oficyna Wydawnicza Rivail)
- Chwile Zdrowia (tłumaczenie: Konrad Jerzak vel Dobosz, Warszawa 2011, Oficyna Wydawnicza Rivail)
- Chwile Medytacji (tłumaczenie: Konrad Jerzak vel Dobosz, Warszawa 2011, Oficyna Wydawnicza Rivail)